# NGC 1888
NGC 1888 هو اصطدام مجري، يقع في كوكبة الأرنب. اكتشف في 31 يناير 1785 . وقد اكتشفه ويليام هيرشل .

## روابط خارجية
- NGC 1888 على موقع ويكي سكاي: DSS2, SDSS, GALEX, IRAS, Hydrogen α, X-Ray, Astrophoto, Sky Map, Articles and images